# ショヌ
ショヌ（朝: 셔누、英: Shownu）1992年6月18日 - ）は、韓国のダンサー、ソングライターである。韓国出身の男性アイドルグループ・MONSTA Xのメンバーである。ソウル特別市出身。本名はソン・ヒョヌ（朝: 손현우、中: 孫賢佑、 英: Son Hyun-woo）。血液型はO型、身長は181cm。

## 来歴
2009年、JYPエンターテインメントのオーディションで1位を獲得し、研修生としての活動を継続した。ショヌは力強いダンスで事務所を称賛したが、事務所との対立で停滞感を理由に退社した。その後、イ・ヒョリのバックアップダンサーとしてヒョリと一緒にプロモーションを行ったり、ミュージックビデオに出演したりしていた。その後、STARSHIPエンターテインメントのオーディションを受けて参加した後、プロジェクト「Nu Boyz」のメンバーとして参加した。
2014年12月、Mnet制作のサバイバルリアリティ番組 『NO.MERCY』に出演し、2015年にMONSTA Xのメンバーとしてデビューした。デビュー後は、グループ以外にもソロ活動などを行なっている。
2021年7月22日に兵役として入隊した。以前左眼網膜剥離手術のため公務員として履行した。

## ディスコグラフィー

### コラボレーション
| 年   | タイトル       | アルバム       | アーティスト                                                                                  |
| ---- | -------------- | -------------- | --------------------------------------------------------------------------------------------- |
| 2021 | "Summer Taste" | Taste of Korea | with ピ, ヒョンウォンとI.M (MONSTA X), ユジョンとユナ (Brave Girls), ホジュンとユンホ (ATEEZ) |

### 参加作品
| 年   | タイトル          | アルバム     | アーティスト                   |
| ---- | ----------------- | ------------ | ------------------------------ |
| 2018 | "Don't Look Back" | Line by Line | PREP feat. Shownu and So!YoON! |

### サウンドトラック
| 年   | タイトル           | アルバム                    | 備考          |
| ---- | ------------------ | --------------------------- | ------------- |
| 2011 | "Now We Know Why"  | Protect the Boss OST        |               |
| 2020 | "Have a Goodnight" | She's My Type OST           | with ミニョク |
| 2020 | "I'll Be There"    | Tale of the Nine Tailed OST |               |